# رغيف الملت
رغيف الملت (بالإنجليزية: Malt loaf) أو (خُبز المُولت-Malted Bread) هو نوع من الخبز المخمر الحلو (تخمير خميرة) المصنوع من خلاصة الملت كمكون أساسي، وغالًا يتُستعمل حبوب الشعير. يتميز بقوام مطاطي وثقيل وناعم. تُضاف إليه الفاكهة المجففة مثل الزبيب. يُتناول مقطعاً ومدهونا بالزبدة لتناوله مع الشاي. يُضاف دقيق الشعير المُملت (Malted barley flour) في بعض الأحيان لتكملة وتعزيز النكهة. «لا ينبغي الخلط بين رغيف الملت هذا وخبز الشعير، والفرق واضح في شكله وحجمه ووزنه ولونه الداكن»

## تاريخ وصناعة
في عام 1889 تقدم جون مونتجومري من اسكتلندا بطلب للحصول على براءة اختراع أمريكية بعنوان "صناعة الخبز المُملت" (Making Malted Bread) ، والتي تم منحها في عام 1890. وتؤكد هذه البراءة وجود براءة اختراع سابقة في بريطانيا العظمى يعود تاريخها إلى عام 1886. ادعى مونتجومري أنه توصل إلى عملية جديدة للتحلل السكري (التسكر) والتي تتضمن تسخين جزء من العجين المخلوط بمستخلص ملت الدياستازي (Diastatic Malt) «الملت الدياستازي هو نوع من الشعير المصنوع من الحبوب المنبتة، وعادة ما تكون الشعير أو القمح. وكما يوحي الاسم فإنه يحتوي على إنزيمات الدياستاز (الاسم الشائع لألفا أميليز وبيتا أميليز)، والتي تكسر النشويات إلى فئات فرعية من الكربوهيدرات» إلى درجة حرارة مناسبة للهريس (Mashing-لا الهريسة) والاحتفاظ به لبعض الوقت للسماح لإنزيمات المستخلص بتحليل بعض النشا إلى مالتوز.

## المتغيرات في البلدان الأخرى
في شهر ديسمبر وخلال موسم العطلات يعتبر نوع مماثل من الخبز يسمى vörtbröd (يعني حرفيًا "خبز نقيع الشعير"-Wort bread) شائعًا في الدول الاسكندنافية. يتم توفير ماء العجين من نقيع البيرة او الويسكي (نقيع الشعير-Wort)، الذي يضيف الحلاوة والنكهة إلى الخبز. يُضاف أيضًا العديد من التوابل والفااكهة المختلفة المرتبطة عادةً بعيد الميلاد مثل القرنفل والقرفة والزنجبيل والهيل والزبيب. يعد خبز الملت أحد أنواع الخبز الفرنسي العديدة التي تباع في روسيا حيث يُنتج في مخابز المدينة المحلية.[بحاجة لمصدر]

## الأنواع
- خبز الملت البني (Malted Brown Bread)
- خبز الملت الايرلندي (Irish malted bread)
- خبز ملت الحبوب (Malted grain bread): هو خبز مصنوع من دقيق أبيض مخلوط بنسبة من دقيق القمح الكامل ومسحوق الملت والحبوب المملتة (malted grains)، يُعرف هذا الخبز باسم خبز الحبوب المملتة (malted grain bread) أو خبز متعدد البذور (multi-seed bread)، أو خبز الدفعة المملوء بالبذور (seeded batch) أو خبز الجرانري (Granary Bread) وهو وهو اسم تجاري مملوك لشركة Hovis PLC.[7]
- دقيق الملت البني (Malt brown flour) هو عبارة عن شعير مُملت (malted barley) مطحون بدون قشرته، ويحتوي على نسبة عالية من إنزيم ألفا أميليز. يزيد دقيق الملت (Malt flour) من نشاط التخمير في دقيق القمح العادي، ويؤدي هذا النشاط إلى إنتاج سكريات قابلة للتخمير من النشأ، مثل الأطعمة التي تحتوي على الخميرة، وعادة ما يعمل إنزيم الأميليز على تليين العجين، مما يسهل التعامل معه، ويعطي الملت الخبز طعمًا عطريًا، ويضاف الملت الدياستيكي (Diastatic malt) بنسبة 0.5% و1% من الدقيق، بينما يمكن إضافة الملت غير الدياستيكي (المسخن لإزالة الإنزيمات) إلى 3-5% من الدقيق، وذلك لإضفاء المزيد من الطعم عليه بشكل أساسي.[8]

- (دَقِيق المُولت-malt flour).[9]
- مسحوق الملت الدياستاتي (Diastatic Malt Powder)
- دقيق الملت الغير مبيض (Unbleached Malted Bread Flour)

## الإنتاج التجاري
"سورين" (/ˈsɔːriːn/) هي علامة تجارية لرغيف الملت المُصنع في المملكة المتحدة. يشتق أسمها من "سورنسن" وهو أسم العائلة التي كانت تمتلك الشركة في السابق، و"جرين"، أحد شركاء الأعمال. في عام 2004 باعت شركة Warburtons العلامة التجارية لشركة Inter Link Foods. في عام 2007 أصبحت شركة سورين جزءًا من مجموعة ماكامبريدج. في عام 2014 اشترت مجموعة الأغذية البريطانية Samworth Brothers العلامة التجارية سورين مقابل مبلغ لم يتم الكشف عنه.
كانت هارفو (Harvo) علامة تجارية لرغيف الملت الذي تم تصنيعه في مخبز الشركة في 257 شارع لولي برمنغهام حتى أفلست الشركة في عام 1973. في بعض المناطق لا يزال أسم هارفو أو رغيف هارفو يُستخدم في كثير من الأحيان لوصف رغيف الملت بغض النظر عن العلامة التجارية.[بحاجة لمصدر]. تم الاحتفاظ بالعلامة التجارية هارفو لاحقًا بواسطة إحدى شركات Premier Foods، المرتبطة باستحواذها على Rank Hovis McDougall وRHBB (IP) Ltd؛ انتهت صلاحية العلامة التجارية هارفو في عام 2006.